# Mayo
En el calendario gregoriano, mayo es el quinto mes del año y tiene 31 días; pero era el tercer mes en el antiguo calendario romano, donde enero y febrero no existían, estaban al final del año como una bolsa de tiempo indeterminado.
El origen de su nombre es incierto. Puede derivar de la diosa romana Maia, también conocida como Bona Dea, cuyo festival los romanos celebraban este mes que llamaban Maius. También podría provenir de la ninfa Maya, hija de Atlas y Pleione y madre de Hermes.  Una tercera opción de su origen podría ser del término Maius Juppiter, una reducción de maximus, el más grande.
En la antigua Grecia su equivalente es el mes de Targelión.
Quintilis fue originalmente el nombre del quinto mes (que después fue cambiado de lugar para ocupar el séptimo) en el calendario romano, estaba ubicado después de junio y antes de sextilis.
De acuerdo con una tradición, la piedra de mayo es la esmeralda, y su flor, el lirio.

## Acontecimientos

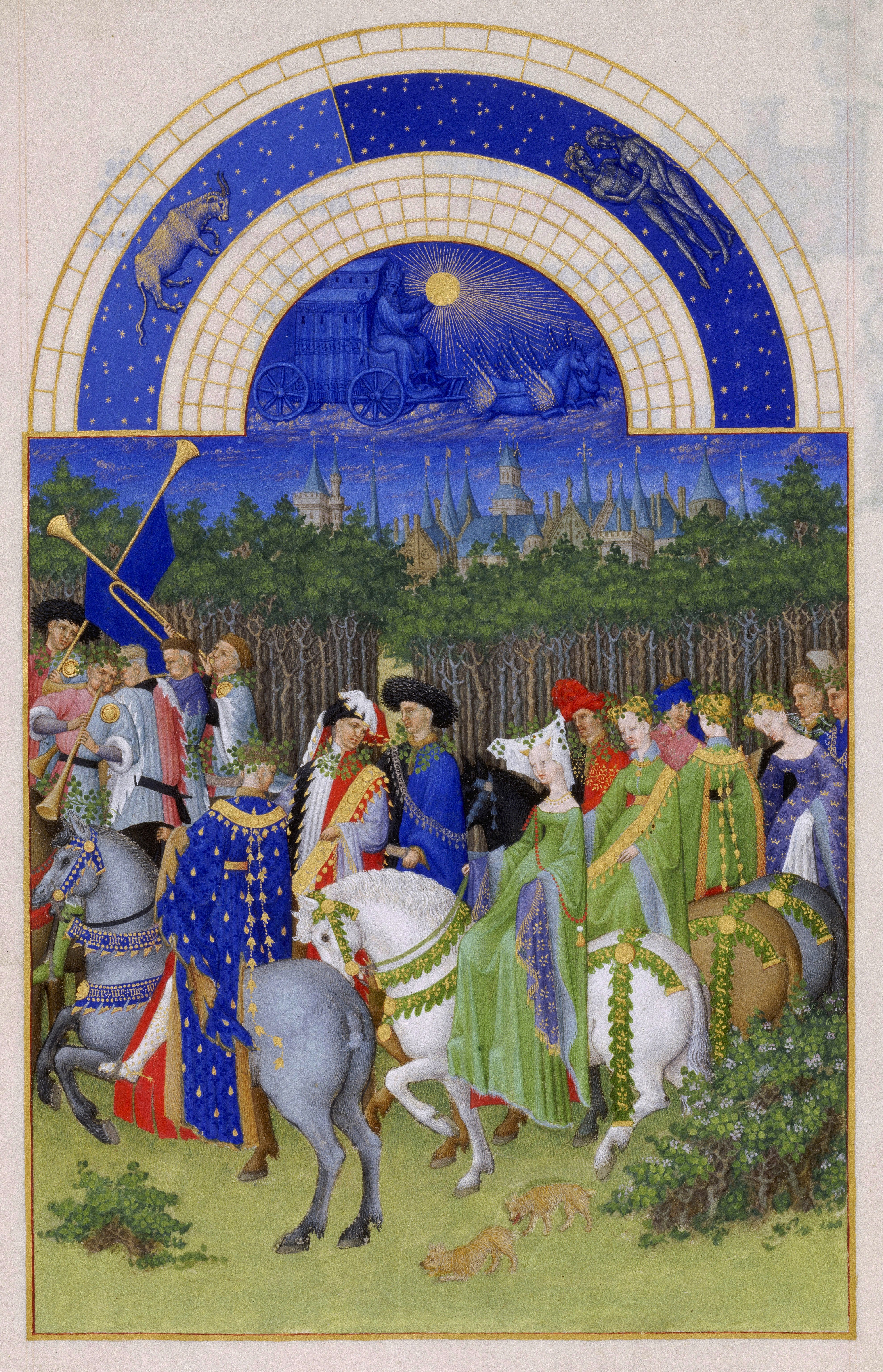
Mayo, en Les très riches heures del duque de Berry.

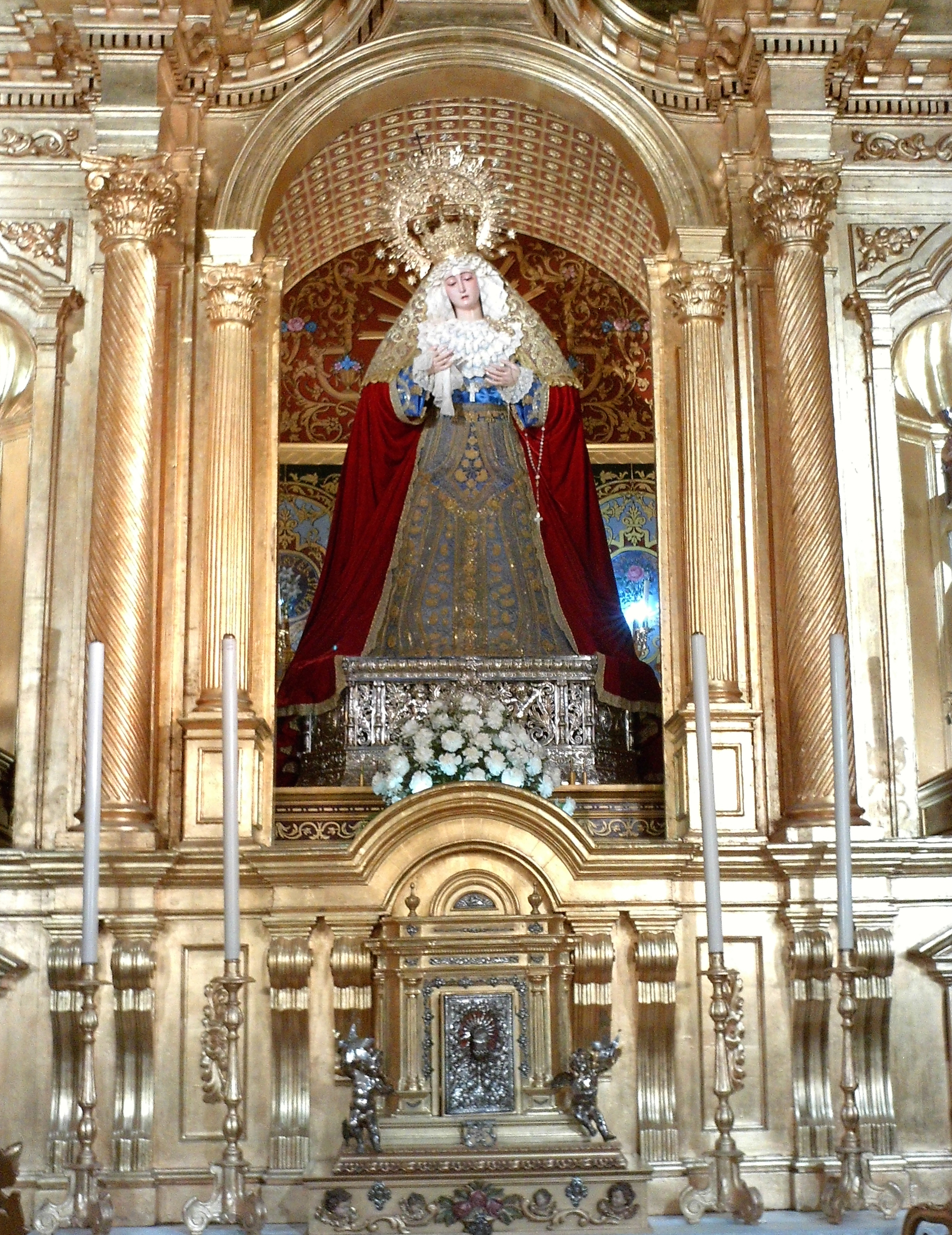
Mayo es el mes dedicado a la Virgen María

- El 1 de mayo de 1853 el congreso constituyente de Santa Fe aprobó la Constitución de la Confederación Argentina. Después de la Revolución de Mayo surgió la necesidad de dictar una Constitución para la nación Argentina, con la finalidad de constituir la unión nacional, afianzar la justicia y consolidar la paz interior.
- El 1 de mayo de 1886, en Chicago (Estados Unidos) comienza una huelga general de trabajadores para demandar la jornada laboral de ocho horas. Esto desembocará en la Revuelta de Haymarket tres días más tarde, el 4 de mayo. Debido a estos acontecimientos se celebra el 1 de mayo como el Día Internacional de los Trabajadores, que constituye una jornada de lucha reivindicativa y de homenaje a los Mártires de Chicago.[7]
- El 1 de mayo de 1890 en Barcelona (España) los sindicatos anarcosindicalistas convocan una huelga general para conseguir la jornada laboral de ocho horas. En Elche, primera manifestación del Primero de Mayo.[8]
- Durante la noche del 30 de abril y hasta el amanecer del 1 de mayo se celebra la Noche de Walpurgis, especialmente en Europa.[9]
- El primer martes de mayo se celebra el Día Mundial del Asma.[10]
- En España, el Día de la Madre se celebra durante el primer domingo, mientras que en algunos países de Latinoamérica se celebra el segundo domingo. En El Salvador, Guatemala y México se celebra el 10 de mayo, en Paraguay se celebra el 15 de mayo, en Bolivia se celebra el 27 de mayo y en los pueblos del Caribe (República Dominicana y otros) se celebra el último domingo del mes. En Nicaragua se celebra el 30 de mayo.[11]
- En Madrid (España) el 2 de mayo se conmemora el alzamiento del pueblo madrileño contra la invasión francesa, así como el Día de la Comunidad. Las celebraciones se realizan en las plazas del Dos de Mayo y de las Comendadoras, en pleno centro de la capital.[12]
- El 3 de mayo se celebra el Día Mundial de la Libertad de Prensa, según la ONU.[13]
- El 5 de mayo se celebra el Día Internacional de la Partera, según el UNFPA.[14]
- El 5 de mayo en Japón se celebra el Día de los Niños y la batalla de Puebla en México.[15]
- El 9 de mayo de 1457 a. C. tiene lugar la batalla de Megido entre las fuerzas egipcias del faraón Tutmosis III y las fuerzas de Mitani, Qadesh, Canaán y Megido.[16]
- El 10 de mayo se celebra en El Salvador, Guatemala y México el Día de las Madres.[17]
- El 11 de mayo en Chile se celebra el Día del Alumno.[18]
- El 12 de mayo en España, Cuba, Colombia y Venezuela se celebra el Día Internacional de la Enfermería.[19]
- El 13 de mayo de 1917 en Fátima (Portugal), primera aparición de la Virgen María a los tres niños pastores Jacinta Marto, Francisco Marto y Lucía dos Santos.
- El 14 y 15 de mayo se celebra la Independencia del Paraguay.[20]
- El 15 de mayo se celebra el Día Internacional de la Familia, según la ONU.[21]
- El 15 de mayo se celebra en México y en Colombia el Día del Maestro.[22]
- El 17 de mayo se celebra el Día Mundial de las Telecomunicaciones y la Sociedad de la Información, establecido por la UIT.[23]
- El 17 de mayo se celebra el Día Mundial de la Hipertensión para desarrollar  y aumentar en todo el mundo la conciencia de la necesidad de prevenir, diagnosticar y controlar la hipertensión arterial.[24]
- El 17 de mayo se celebra el Día das letras galegas.[25]
- El 18 de mayo se celebra el Día Internacional de la Fascinación por las Plantas.[26]
- 19 de mayo de 1977: Nace en la Culta & Olímpica Ciudad del Valle de la Concepción de la Vega Real el abogado, activista, & Ex procurador fiscal Dominicano Cirilo J. Guzmán.
- El 20 de mayo se celebra el Día Mundial de las Abejas, declarado por la ONU para tomar consciencia del papel de los polinizadores.
- El 21 de mayo se celebra el Día Mundial de la Diversidad Cultural para el Diálogo y el Desarrollo, según la ONU.[27]
- El 22 de mayo se celebra el Día Internacional de la Diversidad Biológica, según la ONU.[28]
- El 24 de mayo de 1822 se realiza la batalla de Pichincha en Quito, y se proclama la independencia de Ecuador.[29]
- Del 25 al 31 de mayo se celebra la Semana de Solidaridad con los pueblos de los territorios no autónomos, según la ONU.[30]
- El 25 de mayo se celebra el Día de África, según la ONU.[30]
- El 25 de mayo se celebra en Argentina el aniversario de la Revolución de Mayo que fundó el país y se creó el primer gobierno patrio.[31]
- El 25 de mayo se celebra el Primer grito libertario en Bolivia.[cita requerida]
- El 27 de mayo se celebra el Día de las Lenguas Originarias en Perú.[32]
- El 29 de mayo se celebra el Día Internacional del Personal de Paz de las Naciones Unidas, según la ONU.[33]
- El 29 de mayo de 1453 la ciudad Bizantina de Constantinopla Cae a manos de los Turcos Otomanos.
- El 31 de mayo se celebra el Día Mundial Sin Tabaco, según la ONU.[34]

### Fecha variable
- El primer domingo del mes de mayo se celebra en España el Día de la Madre.
- El segundo domingo del mes de mayo se celebra en Perú, Uruguay y otros países latinoamericanos el Día de la Madre
- El segundo fin de semana de cada mes de mayo, se celebra el Día Mundial de las Aves Migratorias, según la ONU.[35]
- El día del plenilunio del mes de mayo, el budismo celebra el Día de Vesak.[23]
- En muchos países de Europa se celebraba tradicionalmente la llegada de la primavera mediante las fiestas mayales, por lo general coincidiendo con el primer domingo del mes.
- Bajo el Antiguo Régimen en Francia, era de hábito establecer «mayo» o «árbol de mayo» en el honor de alguien. El condado de Niza veía a muchachas y a muchachos «transferir mayo» al sonido de pífano y de tambor, es decir, bailando las rondas de mayo alrededor del árbol de mayo, establecido sobre el lugar del pueblo.
- En Europa se celebra el Festival de la Canción de Eurovisión.
- El último domingo de este mes se celebra en República Dominicana el Día de las Madres.

## Otros datos
- Para la Iglesia católica, este mes está dedicado a la Virgen María.[36]
- Cada año, mayo comienza el mismo día de la semana que enero del año siguiente.